# Бернардіно Телезіо
 Бернардіно Телезіо (Телезій, Телесій) (італ. Bernardino Telesio; 1509, Козенца — 2 жовтня 1588, Козенца) — італійський вчений та філософ. 1535 року закінчив Падуанський університет. Основний твір — «Про природу речей згідно з її власними початками» (1565; 9 книг 1586).
Заняття філософією викликали в ньому огиду до аристотелізму: він різко засуджує Аристотеля, змішуючи схоластичний перипатетизм зі справжньою аристотелівською філософією та поширюючи свою антипатію до останньої на саму особистість Аристотеля. Він заснував у Неаполі природно-історичне товариство Academia Telesiana. Останні роки його вчено-філософської діяльності проходили у важкій боротьбі проти ворогів вільного та безпосереднього дослідження законів природи, яке наполегливо проголошував Телезе. Його девізом служили слова «Realia entia, non abstracta». У передмові до своєї найважливішої філософської праці «De natura rerum juxta propria principia» (1565) він говорить, що бере в керівники свої почуття, а предметом свого дослідження — природу, яка завжди залишається незмінною в своїй сутності, підлягає тим самим законам, породжує ті ж явища. Проголошуючи верховне значення досвіду як головного джерела пізнання, Телезіо не застосовує в достатній мірі цей принцип при дослідженні явищ зовнішньої природи.
Його натурфілософія нагадує досократівські наївні погляди іонійців. З протилежності між небом з його світилами, які приносять тепло, і землею, з якої після заходу сонця з'являється холод, він виводить, що ці два початки — сутнісні в природі. Крім того, за словами Телезіо, є щось тілесне (corporea moles); воно розширюється і тоншає під впливом теплового початку та стискається і згуртовується під впливом холодного початку. Тепло — джерело руху і життя, холод — смерті та спокою: боротьба цих двох початків — джерело всього світового розвитку.
У теорії пізнання і в психології Телезіо є сенсуалістом та навіть матеріалістом. Spiritus — це витончена теплова речовина, що вносить єдність у всі функції організму і що є джерелом всіх наших рухів. ЇЇ центральним місцеперебуванням служить головний мозок, звідки він через нерви розливається по всьому тілу. Втім, поряд з духом Телезіо допускає ще вкладену Богом додаткову форму (forma superaddita) — безсмертну та безтілесну душу, але ця душа не грає в його системі жодної суттєвої ролі.
Етика Телезіо близька до сенсуалізму. Основа всіх моральних почуттів — почуття самозбереження. Все інші афекти та прагнення людини випливають з цієї першооснови. Ми любимо те, що сприяє цьому почуттю самозбереження, ненавидимо те, що протидіє йому. Основні чесноти людини виникають через те ж почуття: як от мужність, мудрість, прихильність та інші.

## Вплив
Телезіо справив значний вплив на пробудження емпіризму: це вплинуло на творчість Франческо Патріці, який поєднував його ідеї з платонізмом, і Томмазо Кампанелли. Френсіс Бекон також був знайомий з його працями і казав про нього як про родоначальника дослідної філософії («novorum hominum primus»). У своїй критиці його філософії він пояснює:
 Бо про самого Телезіо я маю добру думку та визнаю в ньому шукача істини, корисного для науки, реформатора деяких поглядів та першого мислителя, просякнутого духом сучасності; крім того, я маю з ним справу не як з Телезіо, а як з відновником філософії Парменіда, до якого ми зобов'язані виявляти велику повагу.
Натурфілософія Телезіо справила великий вплив на Джордано Бруно.

## Вибрані праці
Крім згаданого твору «De natura rerum juxta propria principia», Телезіо написав:
- «De Mari» (1570),
- «De his qui in aere fiunt et de terrae motibus» (1570),
- «De colorum generatione» (1570),
- «De cometis et lacteo circulo»,
- «De iride»,
- «De usu respirationis»